# The Crying Room
Albums de Perry Blake
Songs For Someone
(2004) Canyon Songs
(2007)
The Crying Room est le cinquième album du chanteur irlandais Perry Blake, sorti en 2005 sur le label Blu Orchard Music.

## Liste des titres
1. The Crying Room 2:36
2. Forgiveness 5:12
3. Freedom 3:59
4. These Young Dudes 4:23
5. I Got What I Wanted 3:27
6. If You Don't Want Me 7:16
7. New Year's Wish 4:29
8. Storms 5:53
9. Blue Sky Calling 3:09